# مترجمان مقدس

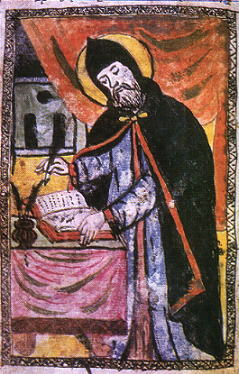

مترجمان مقدس (ارمنی: Surb Targmanichk؛ انگلیسی: Holy Translators) گروهی است از چهره‌های ادبی و قدیس کلیسای حواری ارمنی که الفبای ارمنی را بنیان نهاده، کتاب مقدس را ترجمه کرده و یک جنبش نگارشی را شروع کرده و آثاری مهمی را به زبان ارمنی ترجمه کرده‌اند.
مترجمان مقدس عبارتند از:
- مسروب ماشتوتس مقدس
- ساهاک پارتو مقدس
- موسس خورناتسی
- یغیشه وارداپت

ترجمه کتاب مقدس در سال ۴۲۵ میلادی توسط مترجمان مقدس به پایان رسید. نخستین کلمات نوشته به زبان ارمنی خط آغازین امثال سلیمان بود:
| «              | Ճանաչել զիմաստութիւն եւ զխրատ, իմանալ զբանս հանճարոյ: Čanačʿel zimastutʿiwn ew zxrat, imanal zbans hančaroy. «To know wisdom and instruction; to perceive the words of understanding.» | » |
| —Proverbs 1:2. | |   |

نخستین ترجمه کتاب مقدس به زبان ارمنی از جمله آثاری قدیمی‌ترین است که باقی مانده‌است و هنوز نیز مناجات‌نامه کلیسای ارمنی مورد استفاده قرار می‌گیرد.
کلیسای حواری ارمنی یادبود مترجمان مقدس را در ماه اکتبر جشن می‌گیرد. کلیساهای مترجمان مقدس درارمنستان و جوامع مختلف دیاسپورای ارمنی (ایالات متحده آمریکا، ایران و غیره) بنیان نهاده شده‌است.
به گفته دنیس پاپازیان (Dennis Papazian), «مترجمان مقدس در کلیسای حواری ارمنی بسیار مورد احترام هستند. بسیاری از آثاری ترجمه شده نسخه اصلی یونانی و سیریک گمشده‌اند لیکن ترجمه ارمنی محفوظ مانده‌اند.»